# Ragga-pop
Genres dérivés
Ragga hardcore, drum and bass, jungle, reggaeton
Genres associés
Reggae, rub-a-dub, hip-hop, pop-rap, RnB contemporain
Le ragga-pop, (raggamuffin-pop) est un terme générique souvent utilisé en musique pour identifier les sous-genres raggamuffin — ou généralement de dancehall reggae — qui s'apparentent aux structures et mélodies typiques de la musique pop. Il s'agit d'un style de dancehall/ragga aux sonorités particulièrement mélodiques, commerciales et bien produites. Shaggy,  et Sean Paul sont des exemples d'artistes fréquemment qualifiés de ragga-pop.

## Histoire
Les premiers exemples d'affinité explicite entre le reggae et la pop peuvent être reconnus dans le reggae-pop, un genre pleinement établi vers le milieu des années 1980 par des artistes britanniques tels que UB40, Eddy Grant et Maxi Priest. Le reggae-pop tire ses racines du reggae, mais se caractérise par des éléments commerciaux, mélodiques et accrocheurs, se distingue par la qualité de ses productions et est conçu pour séduire en dehors du territoire jamaïcain, notamment le public occidental. Au sein de la scène jamaïcaine, le milieu des années 1980 est également particulièrement important pour la naissance du raggamuffin, la variante numérique du dancehall reggae. Le raggamuffin de la première époque — l'early ragga — représentait essentiellement le nouveau dancehall reggae sur des bases synthétiques,.
Le reggae-pop et le raggamuffin ont émergé à peu près en même temps, mais au début de leur développement, il existait des différences importantes entre les deux genres : le reggae-pop était un style instrumental bien produit, joué par des artistes souvent extérieurs à la Jamaïque et conçu pour obtenir des succès sur le marché international du disque, tandis que l'early ragga était une forme de reggae numérique plus frugal, plus basique et pas toujours politiquement correcte, jouée et soutenue par des jeunes des ghettos de Kingston. L'early ragga était produit à relativement bon marché grâce aux backing tracks numériques,, il laissait aussi la place à des artistes peu talentueux, les chanteurs étaient souvent en désaccords, et les mêmes riddims étaient joués par des dizaines de chanteurs à la fois, le tout au détriment de la qualité et de l'originalité des productions. Dans un premier temps, des distinctions ont donc pu être faites entre le raggamuffin et le reggae-pop sur le plan lyrique, sonore, attitudinal et géographique.
Néanmoins, dès cette décennie, certains artistes dancehall commencent à faire un clin d'œil à la pop. L'album Here I Come (1985) de Barrington Levy revêt une importance historique : il s'agit de la première œuvre dans laquelle l'artiste expérimente des sons partiellement numériques et qui sort, non sans coïncidence, l'année de la naissance du genre raggamuffin (aussi appelé digital dancehall),. Le single homonyme, Here I Come (Broader than Broadway), entre dans le top 50 des charts pop britanniques, devenant ainsi son premier succès international. D'autres artistes dancehall/ragga introduisent leur culture dancehall dans les charts pop, comme Smiley Culture avec Cockney Translation (1984), ou Tippa Irie avec Hello Darling (1986). Ces événements démontrent que le dancehall avait également un grand potentiel commercial, ce qui deviendra plus évident au cours de la décennie suivante. Au fil des années 1980, la scène dancehall/ragga migre, s'installant dans les arrondissements de Brooklyn et du Bronx à New York, qui deviennent l'épicentre alternatif du genre en dehors de la Jamaïque. En effet, dans les années 1980, de nombreux artistes de dancehall/ragga s'installent dans ces quartiers.
L'ère du early ragga de la seconde moitié de la décennie étant révolue, le début des années 1990 marque une nouvelle ère prolifique pour le dancehall/raggamuffin. De nouvelles variantes telles que le ragga-rap et le ragga hardcore, représentées par Buju Banton, Shabba Ranks et Bounty Killer, font irruption dans les hit-parades RnB et hip-hop des États-Unis avec un grand succès commercial,. C'est probablement à cette époque que la véritable percée du ragga-pop peut être constatée, au moment même où le ragga commençait à s'implanter solidement en dehors du territoire jamaïcain. Parallèlement au succès des variantes les plus extrêmes et les plus vulgaires du raggamuffin (ragga hardcore), le ragga-pop se présente comme l'héritier du dancehall entraînant et assimilé des années 1980, un son également souvent adopté par les artistes de ragga hardcore et de ragga rap. Shabba Ranks renoue avec Maxi Priest en sortant le tube Housecall (1991), Chaka Demus and Pliers figuraient régulièrement dans les charts pop, tandis que des artistes tels que Shaggy et Super Cat commencent à gagner en popularité durant ces années. Shaggy, sans doute l'artiste le plus souvent qualifié de ragga-pop ou de dancehall-pop,,, s'impose comme l'un des artistes dancehall/ragga les plus performants sur le plan commercial à partir des années 1990, se classant en tête des hit-parades pop aux États-Unis et dans d'autres pays.
Bien que le terme ragga-pop ne soit pas largement utilisé, sauf par les critiques musicaux et les encyclopédies, sa reconnaissance peut être jugée nécessaire pour codifier les formes communes de raggamuffin et de reggae dancehall qui s'apparentent aux canons de la pop et ont un grand potentiel commercial. Cela découle également de la nécessité de distinguer plusieurs sous-genres très contrastés du raggamuffin, tels que le ragga hardcore et, précisément, le ragga pop. Le ragga-pop est finalement une étiquette assez générique souvent utilisée aujourd'hui pour définir le style d'artistes ragga/dancehall tels que Shaggy, Barrington Levy, Super Cat, Sean Paul, T.O.K., Damian Marley et Chaka Demus and Pliers.